# 고대 그리스 소설
다음은 고대 그리스 소설에 관한 내용이다.
소설이라는 것에 여러 가지 정의를 내릴 수 있지만 이것을 산문으로 표현하는 창작으로서 인간세계의 양상을 묘사하는 것이라고 한다면, 아직 충분한 독립성이나 총괄성은 지니지 못하면서 이미 그리스 문학의 고전시대부터 그것이 싹터 있었음을 인정할 수 있다. 예를 들면 크세노폰의 <키로스의 교육> 가운데 있는 <아브라다타스와 판티아>의 부부애와 죽음으로써 지킨 정절 같은 것이다.
또한 독립된 줄거리로서 연애를 주제로 하고 후에 가서 그리스 연애소설의 선구라고 볼 수 있는 것에 기원 1세기를 거슬러올라가 아시리아의 왕 <니노스와 세미라미스>가 있었다.
또한 2세기 중엽의 카르키스 사람 이안브리코스는 모험 기담이 넘치는 연애소설의 효시인 시노니스와 로다네스의 <바빌로니아카>(바빌론 이야기)를 지었으나 지금은 단편과 윤곽밖에 전해지지 않는다. 갈리아 사람 가리톤에 의해 지어진 <카이레아스와 카리로에>연애담도 같은 2세기경 수사가 성행했던 때의 산물이다.
이어 에페소스의 아르테미스 대제(大祭)를 발단으로 하는 안티아와 하브로코메스의 연애담 <에페소스 이야기>까지도 이 시대의 것으로 보는 학자가 있으나, 이것을 <이디오피아 이야기>의 뒤로 돌리는 설도 유력하다. <이디오피아 이야기>는 4세기 후반에 나온 시리아의 에메사 지방 승정 헤리오도스의 작품으로 전해지나 구성의 다채로움과 변전의 교묘함, 그리고 이를 일관하는 모랄과 대단원의 산뜻한 맛으로 칭송받고 있다. 아킬레우스 타티오스작 <레우키페와 클레이토폰>의 이야기도 서두의 회화비평이나 정조론 등에 특색이 있으며 4세기 전반에 속한다. 이러한 연애모험담과는 취향을 달리해, 양치기 소년소녀를 주인공으로 하는 전원소설로서 목가적 풍취를 갖는 <다프니스와 클로에>(2세기 ?, 롱고스 작으로 전해진다)도 교묘한 묘사와 온후한 내용 때문에 예부터 많은 애독자를 얻고 있다.